# قرن 2 هـ
القرن الثاني للهجرة في التقويم الإسلامي أو التقويم الهجري هو القرن الذي يطابق ما بين السنوات من 719 إلى 816 للميلاد.

## عرض عام
كان هذا القرن هو عصر ما يسمى بعصر التابعين. و يوضح موقع ألكتروني إسلامي قائلاً:
| قرن 2 هـ | ... في هذا الوقت ، كانت الخلافات في تفسير القرآن أكبر بكثير مما كانت عليه في زمن الصحابة. سمة أخرى من سمات هذه الفترة هو زيادة من الروايات المزورة المنسوبة إلى النبي محمد. ويعزى ذلك إلى الصراعات السياسية والدينية التي كانت متفشية في اغلب أنحاء الأراضي الإسلامية في ذلك الوقت. وأخيراً فإن كمية من الآيات التي توجد روايات من خلفاء أكبر من أن للصحابة ، منذ أكثر من تفسير الآيات المطلوبة في زمن الصحابة. | قرن 2 هـ |

## أحداث
- ظهور الدعوة العباسية.
- استمرار الفتح في فرنسا إلى أن سيطر المسلمون على 70% من فرنسا.
- انهزام المسلمين في معركة بلاط الشهداء.
- ظهور حرب أهلية بين البربر والعرب والمولدين في الأندلس.
- ظهور الخوارج في الأندلس والمغرب.
- الخليفة هشام بن عبد الملك يعلن الحرب على الخوارج، ثم يسحقهم.
- حلول حرب أهلية بين أبناء البيت الأموي.
- انتهاء الحرب الأهلية بحكم مروان الثاني.
- سقوط الخلافة الأموية وظهور الخلافة العباسية.
- استقلال الأندلس عن الخلافة العباسية، وسيطرة الأمير الاموي عبد الرحمن الداخل عليها.
- الخليفة أبو جعفر المنصور يثبت أركان الخلافة العباسية، ويؤسس مدينة بغداد.
- الأمير عبد الرحمن الداخل يثبت أركان الأندلس ويهزم الممالك المسيحية الشمالية.
- الممالك الشمالية المسيحية في الأندلس تعلن الولاء لعبد الرحمن الداخل.
- استقلال المغرب عن الخلافة العباسية على يد إدريس بن عبد الله.
- عبد الرحمن الداخل يؤسس جامعة قرطبة (أول جامعة في التاريخ).
- إدريس الثاني أمير المغرب يؤسس مدينة فاس.
- الخليفة هارون الرشيد يعلن الحرب على نقفور الأول ملك الأمبراطورية البيزنطية.
- الإمبراطور نقفور الأول يستسلم ويرضى بدفع الجزية للخلافة العباسية.
- هارون الرشيد يؤسس جامعة دار الحكمة (ثاني أول جامعة في التاريخ) ببغداد.

## مواليد
- عام 100 للهجرة ولادة العالم النحوي الخليل بن أحمد في عمان.
- عام 150 للهجرة ولادة الإمام الشافعي في غزة.[2]
- عام 158 للهجرة ولادة يحيى بن معين في بغداد.[3]
- عام 161 للهجرة ولادة العالم الإسلامي علي بن المديني في البصرة.
- عام 164 للهجرة ولادة أحمد بن حنبل في بغداد.
- عام 194 للهجرة ولادة الإمام البخاري في بخارى.

## وفيات
- سنة 101 للهجرة: وفاة همام بن منبه.[4]
- وفاة الخليفة الأموي الملقب بخامس الخلفاء الراشدين عمر بن عبد العزيز.[5]
- سنة 104 للهجرة: وفاة مجاهد بن جبر.[6]
- سنة 106 للهجرة [5] أو عام 108 للهجرة:[7] وفاة القاسم بن محمد بن أبي بكر.
- سنة 106 للهجرة:[5] وفاة سالم بن عبد الله.
- سنة 115 وفاة عطاء بن أبي رباح
- سنة 179 للهجرة: وفاة الإمام مالك.